# 群青 (ダンサー)
群青（ぐんじょう、1981年11月17日 - ）は、日本のダンサーである。滋賀県出身。

## 概要[1]
ブレイクダンスとタップダンスを主軸とする
フリースタイルダンサー。
日本代表として多くのダンス世界大会に参加。
BREAKINGチーム「BRONX」のメンバー。
解散後も国内外のバトル、コンテストに挑み「BOTY 2000 MVP」「BBOY PARK」ソロバトル優勝、BBOYの神 PRINCE KEN SWIFTから個人賞を受賞。
2006年、単身ニューヨーク武者修行を経て帰国後、ジャンルの垣根を越えた独自のスタイルの確立に没頭。
パパイヤ鈴木プロデュース舞台「 7サムライ」のレギュラーメンバーとして全国ツアーを行い、Hアールカオス主催舞台「神曲」などコンテンポラリーの様々な作品にゲスト出演。
2009年よりTraveling soulsのメンバーとしても活動をはじめ近年ではTAPを取り入れたSHOWを精力的に行い、更なるオリジナルを追究している。
毎週木曜日に代々木ANCEにて行われている、TAPLIVE「足音」CREWとしても活動中。
2006年に地元滋賀県にてダンスコンテスト「BOUND」を主催し、観客1000人を動員。2006年から2017年現在まで毎年開催しており、毎年500人以上を動員している。
BIWAKO ART FESTIVAL 2013舞台「BAF」を演出&プロデュース。
俳優 岸谷五朗演出、USA舞台公演「DANCE EARTH」にゲスト出演し33回の舞台に立つ。
近年では、過去10年間に渡るダンス活動が認められ「滋賀県文化奨励賞」を受賞。

## 経歴[1][2][3][4][5]
日本テレビ系列『天才・たけしの元気が出るテレビ!!』内の企画「ダンス甲子園」の影響を受け、滋賀県木之本町でダンスを始める。
- 1997年

所属していたBRONX解散後、東京を中心に活動新たにPerfect Combustionを結成。
- 1998年

「BESTof BEST」総合優勝。
「JAPAN DANCE DELIGHT」3位。
- 1999年

「JAPAN DANCE DELIGHT」2位。
「THE SHOW」ソロバトル 優勝。
- 2000年

「TOKYO DANCE DELIGHT」VOL.1 優勝。
「JAPAN DANCE DELIGHT」3位。
「BATTLE OF THE YEAR」MVP。
- 2001年

「BBOY PRAK」ソロバトル 優勝。
「RAVE2001」グランドチャンピオン。
「RAVE2001」大阪大会 ゲスト出演。
「三度の飯よりBREAKIN 3on3」優勝。
- 2002年

「OLDSCHOOLNIGHT 3on3」優勝。
- 2003年

「BATTLE OF THE YEAR WORLD FINAL」4位・ベストショー。
「三度の飯よりBREAKIN 3on3」優勝。
- 2004年

「BATTLE OF THE YEAR」イタリアゲスト。
「FREE STYLE SESSION」日本代表・優勝。
「TOTAL SESSION」 (フランス) 世界1位。
アクエリアス、マクドナルド、Right-on CM出演、ユニクロ店内 スチールモデル。
- 2005年

「Total Session」（フランス）優勝。
- 2006年

「TOTAL SESSION」フランスワールドファイナル 日本代表・優勝。
ダンス武者修行のために単身ニューヨークへ渡航。3ヶ月間の修行を経て帰国後、ジャンルの垣根を越えた独自のスタイルの確立に没頭。
パパイヤ鈴木プロデュースの舞台【SEVEN SAMURAIS】'のレギュラーメンバーとして北海道から九州まで全国7ヵ所で公演を行う。
地元滋賀県にてダンスコンテスト「BOUND」を主催し、観客1000人を動員。2006年から2017年現在まで毎年開催しており、毎年500人以上を動員している。
11月、岐阜県飛騨高山にて和太鼓グループ鼓彩神の生演奏に合わせ地元DANCEチーム湖北一志山群の仲間と共にBRAKE DANCEとしては異例の40分の舞台に出演。
12月24日、コンテンポラリ−ダンサーの若手代普A辻本知彦氏とNYロックフェラーセンターのX'masツリーの前で「戦場のメリークリスマス」の曲でコラボを行う。
- 2007年

「FREE STYLE SESSION」日本代表・優勝。
5月、コンテンポラリーダンスカンパニー、H・アール・カオスによる舞台「ドロップ・デッド・カオス」に出演。
- 2008年

「FUNKIN STYLE」ドイツワールドファイナル 日本代表・優勝。
- 2009年

タップダンスを始める。Traveling soulsのメンバーとして活動を始め、タップダンサー浦上雄次に師事。
- 2010年

国内最大級タップフェスティバル「TITF」に3年連続でゲストとして出演。
マレーシアで行われたASEAN10ヶ国TV FESTIVALに日本代表としてゲスト出演。
国際交流基金主催「ダンスダンスアジアマニラ公演」にゲストとして出演。
NHK『Eダンスアカデミー』にTAP講師として出演。
チェ・ゲバラの娘・アレイダ・ゲバラによる「アレイダ・ゲバラ緊急来日公演」2010・2011年2年連続ゲスト出演し、TAPLIVEを披露。
香港タップフェスティバルにゲスト出演。
上地雄輔全国ツアーLIVEにて振付師としてTAP DANCEの作品を手がける。
EXILE全国ツアーLIVEにて振付師としてTAP DANCEの作品を2度手がける。
近年では過去10年間の活動が認められ滋賀県文化奨励賞を受賞。

## メディア出演[1][4][5]

### CM・広告
- DANCE番組「スーパーチャンプル」GOLDDancerとしてゲスト出演。
- ダンス雑誌「DANCE STYLE」2007年2月号表紙・インタビュー出演。
- アクエリアス「FREE STYLE」CMソロ出演。
- ユニクロ ポスターモデル。
- ユニクロ全国店内 スチールモデル。
- マクドナルド「マックリブ」 CMソロ出演。
- Right-onCM出演・全国カタログ表紙・全国店内スチールモデル。
- HRカオス主催舞台「ドロップデットカオス」ゲスト出演。
- 中日新聞 取材インタビュー出演。

### 舞台
- 「COLLAEG」
- 「7サムライ」
- 「奉納演芸」
- 「ドロップデッドカオス」
- 「神曲」
- 「SMILE」
- 「3D」
- 「身体展示」
- 「メタフェクション」
- 「BEAT GENERATION」
- 「原宿BEAT STREET」
- 「CONNECTION」
- 「DANCE FOR LIFE」
- 「上田遙30周年リサイタル」
- 「INTERNATIONAL TAP FESTIVAL」
- 「BIWAKO ART FESTIVAL」
- 「SNAZZY DOGS～BIRTH～」
- 「DANCE EARTH」
- 「choreograph」
- 「LIFE GOES ON」

### DVD
- 「Leonard Eto Theater Blendrums」
- 「ダンススタイル ブレイカー」
- 「FIRE WORKS」
- 「ダンススタイル FOOTWORK」
- 「G-STEP・RING」
- 「LUBEDENCE」
- 「Human 」
- 「PRIDE」